# Nationales Antikorruptionsbüro der Ukraine

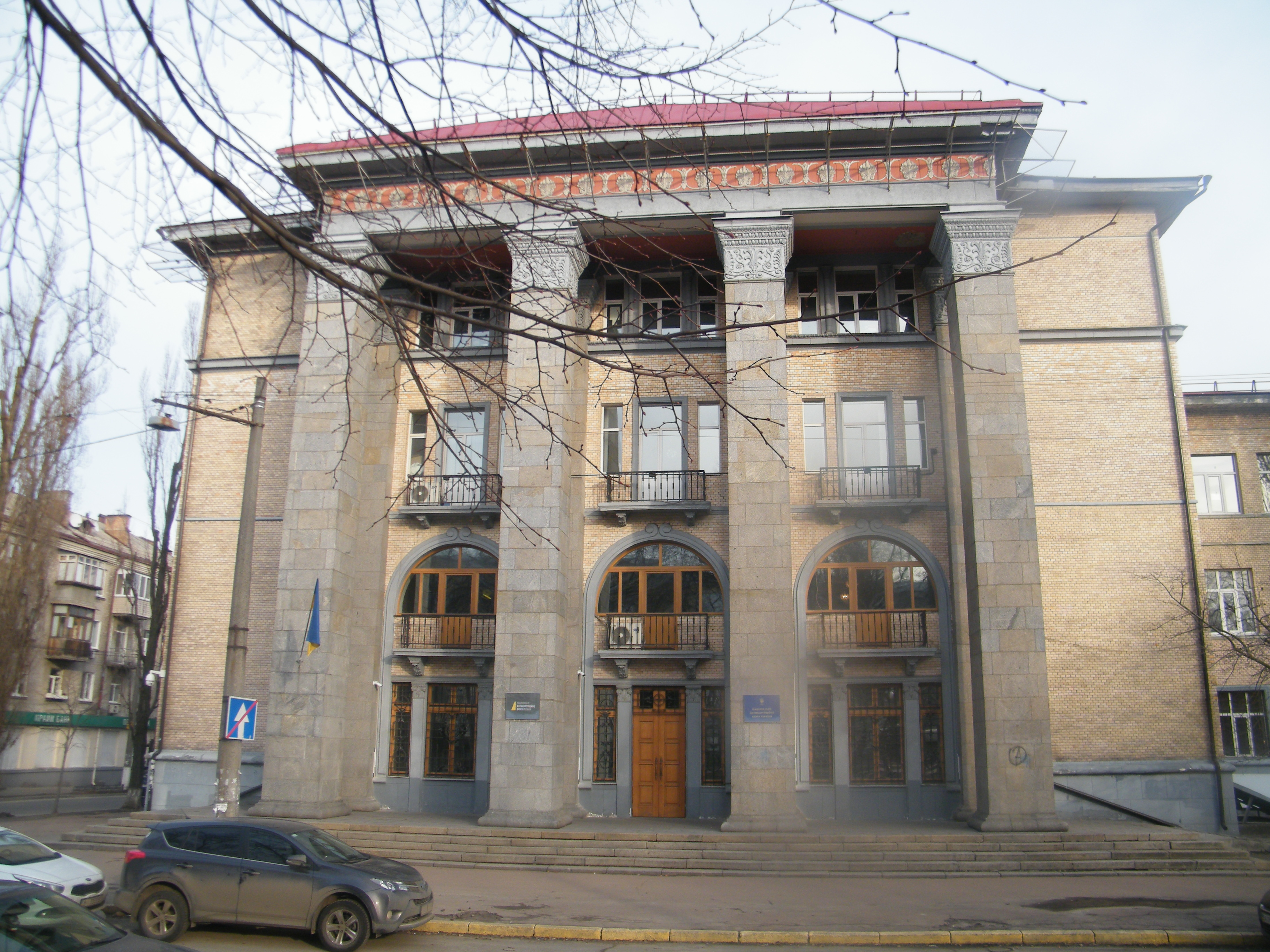
Nationales Antikorruptionsbüro der Ukraine (2017)

Das Nationale Antikorruptionsbüro der Ukraine (ukrainisch Національне Антикорупційне Бюро України, kurz НАБУ/NABU) ist eine Behörde, die für die Bekämpfung der Korruption in der Ukraine zuständig ist. Sie hat Ermittlungs- und Vorbereitungsbefugnisse, kann jedoch keine Anklage gegen Verdächtige erheben. Seinen Sitz hat das NABU in Kiew.
Das Nationale Antikorruptionsbüro der Ukraine wurde 2014 im Zuge der Maidan-Revolution gegründet, um das Nationale Komitee zur Bekämpfung der Korruption (Національний антикорупційний комітет) zu ersetzen.
Am 6. März 2023 ernannte das Ministerkabinett, nach einem Auswahlprozess mit über 70 Bewerbern, Semen Krywonos zum Direktor des Nationalen Antikorruptionsbüros.
Die vom NABU untersuchten Fälle werden von der Sonderstaatsanwaltschaft zur Korruptionsbekämpfung zur Anklage gebracht.

## Auseinandersetzungen im Jahr 2025
Nach NABU-Ermittlungen gegen Oleksij Tschernyschow und weitere Mitarbeiter des Einheitsministeriums wegen des Verdachts der Korruption und dem am 23. Juni 2025 gegen Tschernyschow ausgesprochenen offiziellen Verdachts des Amtsmissbrauchs und der Bestechlichkeit seitens der Staatsanwaltschaft ließ Präsident Wolodymyr Selenskyj das Einheitsministerium auflösen.
Im Juli 2025 führten der ukrainische Geheimdienst SBU im Juli 2025 gemeinsam mit der Generalstaatsanwaltschaft wegen eines Verdachts auf Geheimdienstverrat zahlreiche Razzien mit mehr als 70 Hausdurchsuchungen bei Ermittlern des NABU durch.
Ein im Juli 2025 verabschiedetes Gesetz gab dem Generalstaatsanwalt erweiterte Befugnisse gegenüber dem NABU und der Sonderstaatsanwaltschaft. Insbesondere gab das Gesetz dem Generalstaatsanwalt die Kontrolle über Ermittlungen, den Zugang zu Fällen und die Zusammensetzung der Teams sowie die Befugnis, Fälle einzustellen oder an andere Strafverfolgungsbehörden zu übertragen.
Laut der ukrainischen Nachrichtenagentur Interfax-Ukraine erklärte die Abgeordnete und Vorsitzende des parlamentarischen Antikorruptionsausschusses Anastasia Radina, ihrem Verständnis nach sei der Grund für das neue Gesetz, dass NABU und Sonderstaatsanwaltschaft in ihren Untersuchungen „jemandem zu nahe gekommen“ seien. Das neue Gesetz schaffe die Unabhängigkeit der Antikorruptionsbehörden ab; zudem habe der Generalstaatsanwalt eine politisch weitgehend ungeschützte Position.
Kurz vor der Verabschiedung des neuen Gesetzes fand in Kiew eine Demonstration tausender Menschen statt, die laut Medienangaben den bei weitem größten Protest seit der russischen Invasion der Ukraine im Februar 2022 darstellte. Das Gesetz wurde von westlichen Verbündeten scharf kritisiert. Medien berichteten, dass Präsident Wolodymyr Selenskyj wenig später am 24. Juli einen Gesetzentwurf billigte, der „die Unabhängigkeit der Korruptionsbekämpfungsbehörden wieder stärken“ solle. Dieser Gesetzesentwurf 13533 wurde dem Parlament am gleichen Tag vorgelegt. Zeitgleich legten Parlamentarier einen eigenen Gesetzesentwurf 13531 vor. Noch vor der Sommerpause soll sich das ukrainische Parlament mit beiden Entwürfen befassen.